# 龙洞街道 (济南市)
龙洞街道是济南市历下区人民政府下辖的街道办事处之一，成立于2007年6月，位于历下区东南
部，面积约24平方公里，人口2万人。

## 下辖
龙洞村、老石沟村、西蒋峪、孟家村、石河岭村、中井村、下井村以及银座花园社区、转山西路社区、奥体西苑社区、全运村社区、燕山新居。